# Landsverk L-185
Ландсверк Л-185 (швед. Landsverk L-185) — шведский бронеавтомобиль, разработанный компанией «Ландсверк» в 1933 году. На вооружение шведской армии не поступал. В 1934 году один бронеавтомобиль был приобретён Данией и был зачислен в Армейской технический корпус вооружённых сил Дании под обозначением FP 6. После поломки двигателя в 1937 году бронеавтомобиль продолжал использоваться датской армией как учебный.

## Описание конструкции

### Вооружение
Вооружение L-185 состояло из одной 20 мм пушки «Мадсен» (дат. «Madsen») и двух ?? мм пулемётов «Мадсен».

## Состоял на вооружении
| Государство | Род сил       | Количество |
| ----------- | ------------- | ---------- |
| Дания       | датская армия | 1          |